# Gudrun (nome)
Gudrun  è un nome proprio di persona svedese, danese, norvegese e tedesco femminile.

## Varianti
- Islandese: Guðrún[1]

## Origine e diffusione
Deriva dal nome norreno Guðrún, composto da guð ("dio", da cui anche Guðríðr, Gudmund e Gleb) e rún ("sussurro", quindi "storia segreta", "segreto", elemento presente anche nei nomi Heidrun, Sigrun e Runar): il significato è dunque "storia segreta degli dei", oppure "segreto degli dei". La forma originale è tuttora molto diffusa in Islanda.
Nella mitologia norrena, Gudrun era la moglie di Sigurd e, dopo la morte di quest'ultimo, di Atli.

## Onomastico
Il nome è adespota, ovvero non è portato da alcuna santa. L'onomastico ricade dunque il 1º novembre, giorno di Ognissanti.

## Persone
- Gudrun Ensslin, terrorista tedesca
- Gudrun Landgrebe, attrice tedesca

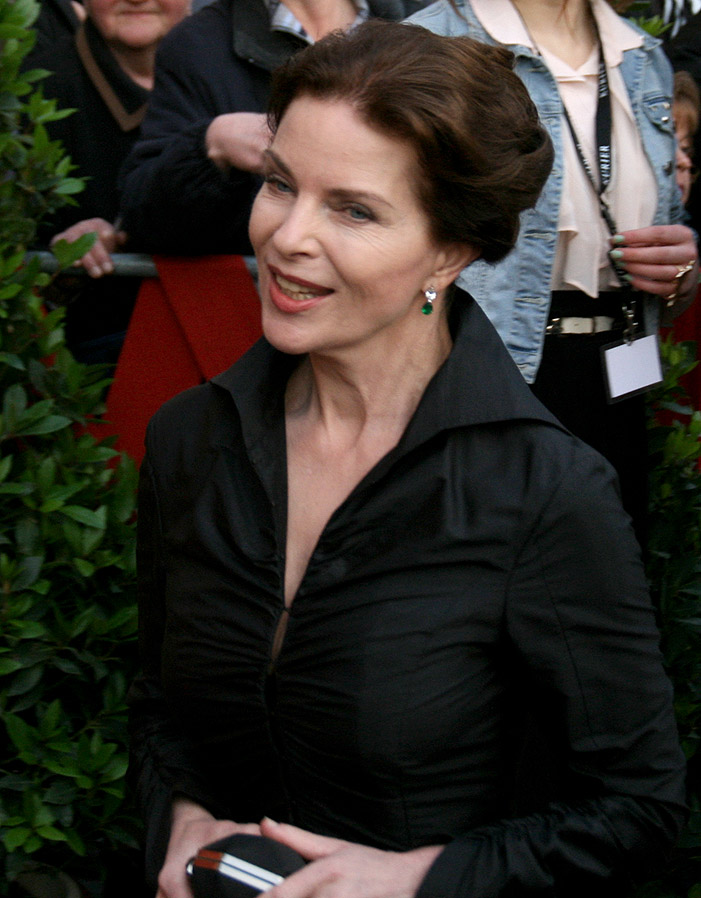
Gudrun Landgrebe

- Gudrun Lotter, schermitrice tedesca
- Gudrun Pausewang, scrittrice tedesca
- Gudrun Theuerkauff, schermitrice tedesca

### Variante Guðrún
- Guðrún Bjarnadóttir, modella islandese
- Guðrún Eva Mínervudóttir, scrittrice islandese

## Il nome nelle arti
- Gudrun Brangwen è un personaggio dei romanzi di David Herbert Lawrence L'arcobaleno e Donne innamorate.
- Gudrun è un personaggio del poema narrativo  La leggenda di Sigurd e Gudrún, scritto da J.R.R. Tolkien.